# Lord-lieutenant de l'Avon
Le Lord Lieutenant du Comté d'Avon de la création du comté le 1er avril 1974 à son abolition en 1996 était le Colonel John Vernon Wills. Il est ensuite devenu Lord Lieutenant du Somerset.